# Пантелеєва
Пантеле́єва (рос. Пантелева) — присілок у складі Гаринського міського округу Свердловської області.
Населення — 10 осіб (2010, 9 у 2002).
Національний склад населення станом на 2002 рік: росіяни — 67 %.